# Tom Woodruff Jr.
Tom Woodruff Jr. (Williamsport, Pensilvânia, 1959) é um artista de efeitos especiais estadunidense e ator que já trabalhou em todos os filmes da série Alien e Alien vs Predator.

## Carreira
Ele foi o primeiro funcionário da empresa de Stan Winston, com quem trabalhou em Aliens e Predator, ele recebeu uma pequena participação em Aliens como uma das salvagers que descobre Ellen Ripley, no início do filme. Em 1988, Woodruff Jr. e seu colega de trabalho Alec Gills deixaram a empresa de Winston e fundaram sua própria empresa, a Amalgamated Dynamics. Como Winston não estava disponível para trabalhar em Alien 3, recomendou a Amalgamated Dynamics aos produtores do filme. Há Woodruff, Jr. jogado um Xenomorph pela primeira vez, como o dragão. Ele então interpretou o Lead Alien em Alien Resurrection, Grid em Alien vs Predator, e o Predalien em Aliens vs. Predator: Requiem.
Woodruff Jr. foi nomeado para um Oscar de Efeitos Visuais por Alien 3 (um prêmio mais tarde ele ganhou o prêmio de Death Becomes Her).
Woodruff Jr. trabalhou na construção dos efeitos especiais do personagem Goro no filme Mortal Kombat.
Woodruff Jr. também é conhecido por interpretar os Graboids na franquia de filmes de terror Tremors.